# Nhiệm vụ đặc biệt
Nhiệm vụ đặc biệt là một bộ phim truyền hình được thực hiện bởi Hãng phim Truyền hình Thành phố Hồ Chí Minh, Đài Truyền hình Thành phố Hồ Chí Minh cùng Hãng phim Người Bảo Vệ do Bùi Tuấn Dũng làm đạo diễn. Phim dựa trên tập phóng sự Nữ trinh sát của tủ sách Tuổi Trẻ. Phim phát sóng vào lúc 18h00 từ Chủ Nhật đến thứ 4 hàng tuần bắt đầu từ ngày 17 tháng 1 năm 2010 và kết thúc vào ngày 10 tháng 3 năm 2010 trên kênh HTV9.

## Nội dung
Nội dung Nhiệm vụ đặc biệt được chia làm hai phần với hai vụ án liên quan đến: ma tuý và kinh tế.
Câu chuyện bắt đầu khi Y Hak, một tử tù trước giờ ra pháp trường đền tội đã xin khai thêm về những kẻ cầm đầu trong đường dây buôn bán ma tuý. Quan trọng hơn, những kẻ cầm đầu được tên tử tù khai là một số cán bộ công an và một nhân vật bí ẩn mang biệt danh Số 2. Nhận thấy vụ án phức tạp và khá nguy hiểm nên tướng Minh – Giám đốc Công an Thành phố – ra quyết định thành lập Đội đặc nhiệm gồm bốn chiến sĩ công an ưu tú, giỏi nghiệp vụ, tận tuỵ với nghề do Trung làm đội trưởng, đội phó là Thuỷ còn lại là Thanh, Quỳnh – hai chiến sỹ trẻ.
Nhiệm vụ trong chuyên án đầu tiên là tìm ra Số 2 – nhân vật bảo kê trong hàng ngũ cảnh sát. Những manh mối khá mịt mờ khiến Đôị đặc nhiệm gặp không ít khó khăn. Trong đội, Trung là người có kinh nghiệm và sự phán đoán chính xác. Sự quan sát và suy luận của anh đã giúp đội tìm ra manh mối kẻ cầm đầu mang biệt danh Số 1. Đó là Quang, một cựu sĩ quan biến chất. Tuy nhiên, khi mọi việc còn chưa sáng tỏ thì Quang bị giết chết trong tù. Vụ án lại một lần nữa tìm được manh mối khi Đội đặc nhiệm phát hiện ra Mạnh – tài xế lái xe của đội – lại là một nhân vật quan trọng trong đường dây buôn ma tuý của Số 2. Cũng như Quang, Mạnh bị thủ tiêu khi chưa kịp cung khai điều gì. Bất chấp nguy hiểm, Đội đặc nhiệm đột nhập vào hang ổ của một tên trùm ma tuý ở Tây Nguyên và ngay lập tức tên này cũng bị giết chết. Tất cả manh mối bị cắt đứt, Số 2 tưởng như đã bình yên trong bóng tối, thế nhưng, cái ác cuối cùng đã sa lưới. 
Vụ án tiếp theo liên quan đến vấn đề kinh tế, mua độ, tham nhũng. Gíam đốc Thịnh được giao giám sát dự án lớn về giao thông đường bộ của Thành phố. Biết Thịnh là người rất có tài nhưng mê bóng đá nên tập đoàn tội phạm Trần Lợi đã tìm cách lôi kéo Thịnh vào con đường phạm tội. Chúng cho người rủ rê Thịnh cá độ và tìm cách mua độ để trận đấu diễn ra đúng ý Thịnh. Việc làm này dẫn đến một cầu thủ bị giết hại. Đội đặc nhiệm vào cuộc điều tra đường dây mua bán độ. Đội lần ra manh mối nào thì manh mối liền bị cắt đứt, các nhân vật liên quan bị thủ tiêu … Nhưng, trước sự quả cảm, kiên cường của các chiến sĩ công an, cái ác phải cúi đầu … 

## Diễn viên
- Đào Vân Anh trong vai Thủy[3]
- Hoàng Phúc trong vai Trung[3]
- Thanh Thúy trong vai Quỳnh[6]
- Võ Thành Tâm trong vai Thanh[3]
- Quang Khải trong vai Tướng Minh
- Trịnh Kim Chi trong vai Hương
- Nguyên Khôi trong vai Cường
- Văn Đua trong vai Đức
- Linh Chi trong vai bé Duyên
- Minh Nhật trong vai bé Hoàng

Phần 1:
- Nguyễn Minh Cường trong vai Mạnh
- Bảo Giang trong vai Quang
- Nam Yên trong vai Lâm
- Huy Cường trong vai Hùng
- Mai Trần trong vai Y Hak
- Mã Trung trong vai Y Ja
- Thu Hà trong vai Hoa
- Bích Trâm trong vai Mai
- Hoài Ân trong vai Hòa

Phần 2:
- Công Ninh trong vai ông Thông
- Lâm Minh Thắng trong vai Trần Đàm
- Cao Dũng trong vai Khánh

Cùng một số diễn viên khác....

## Nhạc phim
Nhạc nền được sử dụng trong phần mở đầu và kết thúc mỗi tập phim được sáng tác bởi nhạc sĩ Huy Tuấn và Minh Tâm.

## Sản xuất
Bộ phim được Bùi Tuấn Dũng làm đạo diễn. Ngoài ê-kíp làm phim còn có được sự tham gia cố vấn nghiệp vụ của các thượng tá Đặng Xuân Dũng, Vũ Đình Dục, Lê Anh Tuấn. Theo đạo diễn Bùi Tuấn Dũng, lồng trong câu chuyện hình sự, Nhiệm vụ đặc biệt còn có những yếu tố lãng mạn về số phận con người. 

## Giải thưởng
| Năm  | Giải thưởng | Hạng mục                              | (Người) đề cử | Kết quả   | Tham khảo |
| ---- | ----------- | ------------------------------------- | ------------- | --------- | --------- |
| 2011 | HTV Awards  | Nam diễn viên phụ được yêu thích nhất | Võ Thành Tâm  | Đoạt giải | [ 8 ]     |
| 2011 | HTV Awards  | Nữ diễn viên phụ được yêu thích nhất  | Thanh Thúy    | Đề cử     | [ 9 ]     |